# Río Isábena

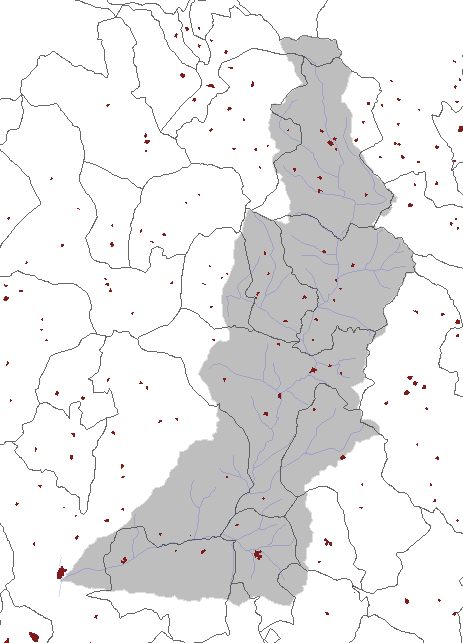
La cuenca hidrográfica del Isábena y los núcleos y municipios que abarca.

El Isábena es un río español, principal afluente del Ésera (a su vez, afluente del Cinca y del Ebro) que discurre por la provincia de Huesca en el noreste de España.

## Descripción
Nace a 2400 m s. n. m. en la cuenca conocida como Es Sebollés, entre los picos Gallinero y Cibollés en el Pirineo aragonés. Transcurre por la comarca aragonesa de la Ribagorza. La erosión de los materiales carbonatados del cretácico por los que discurre, ha formado hoces y cavado profundas gargantas y desfiladeros, el mayor de ellos, el Congosto de Obarra. Del Macizo del Turbón recibe las aguas de la Garganta de Espés, justo antes del mencionado congosto, y del arroyo Villacarli, cerca de Biascas de Obarra. Por la izquierda recibe el aporte del Barranco Codoñeras, en Serraduy del Pou. A partir de esta localidad, el valle se ensancha, formando terrazas aguas abajo de Roda de Isábena. Finalmente, se une al río Ésera junto a Graus, tras haber recorrido unos 70 km. Su régimen y caudal vienen marcados por el abundante deshielo del sistema pirenaico, seguido por un fuerte estiaje, lo que supone una acusada variación interanual. Lingüísticamente este valle delimita el Ribagorzano Occidental del Oriental.

## Afluentes del río Isábena

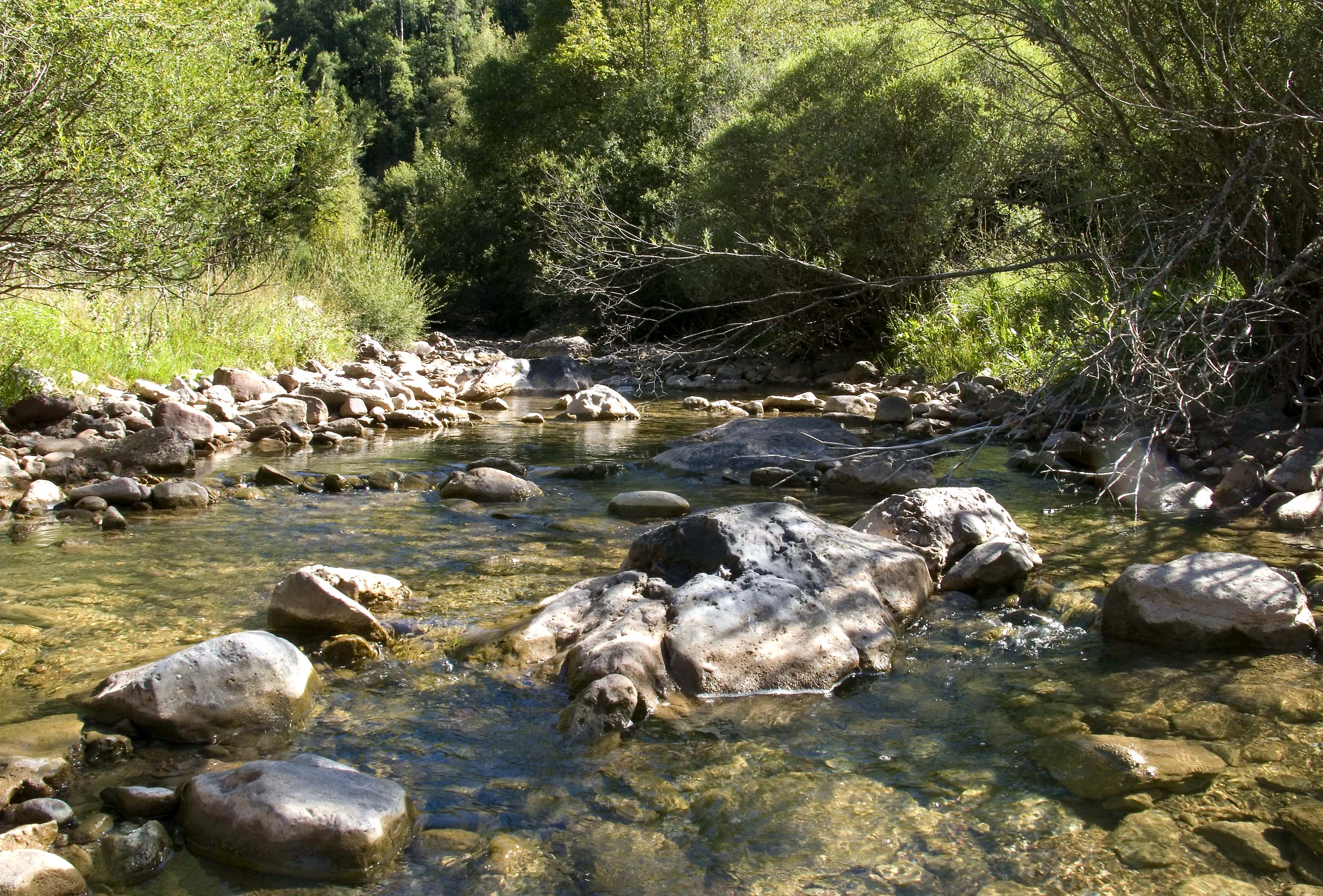
Río Blanco o Barranco de Espés
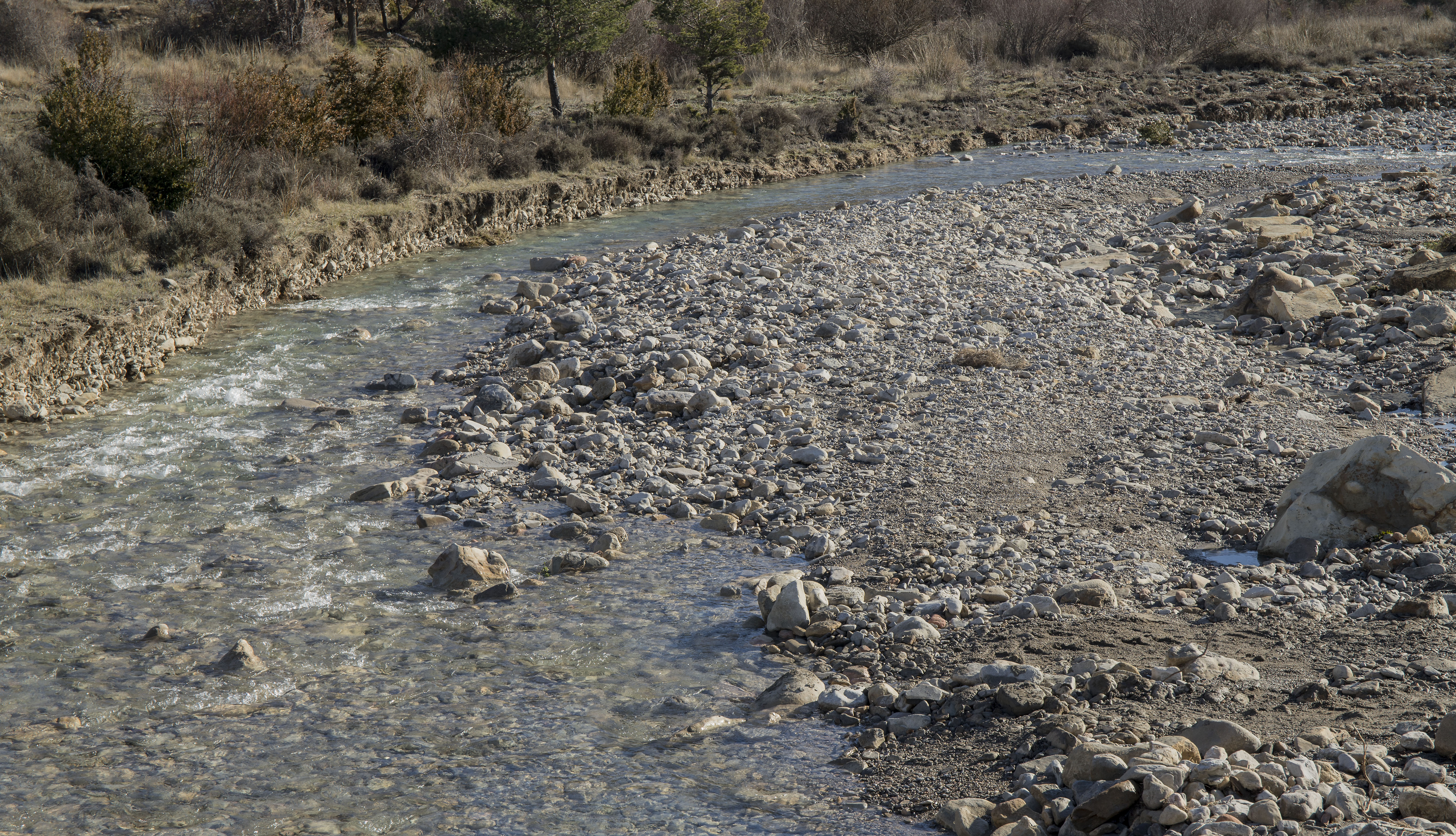
Arroyo de Villacarli
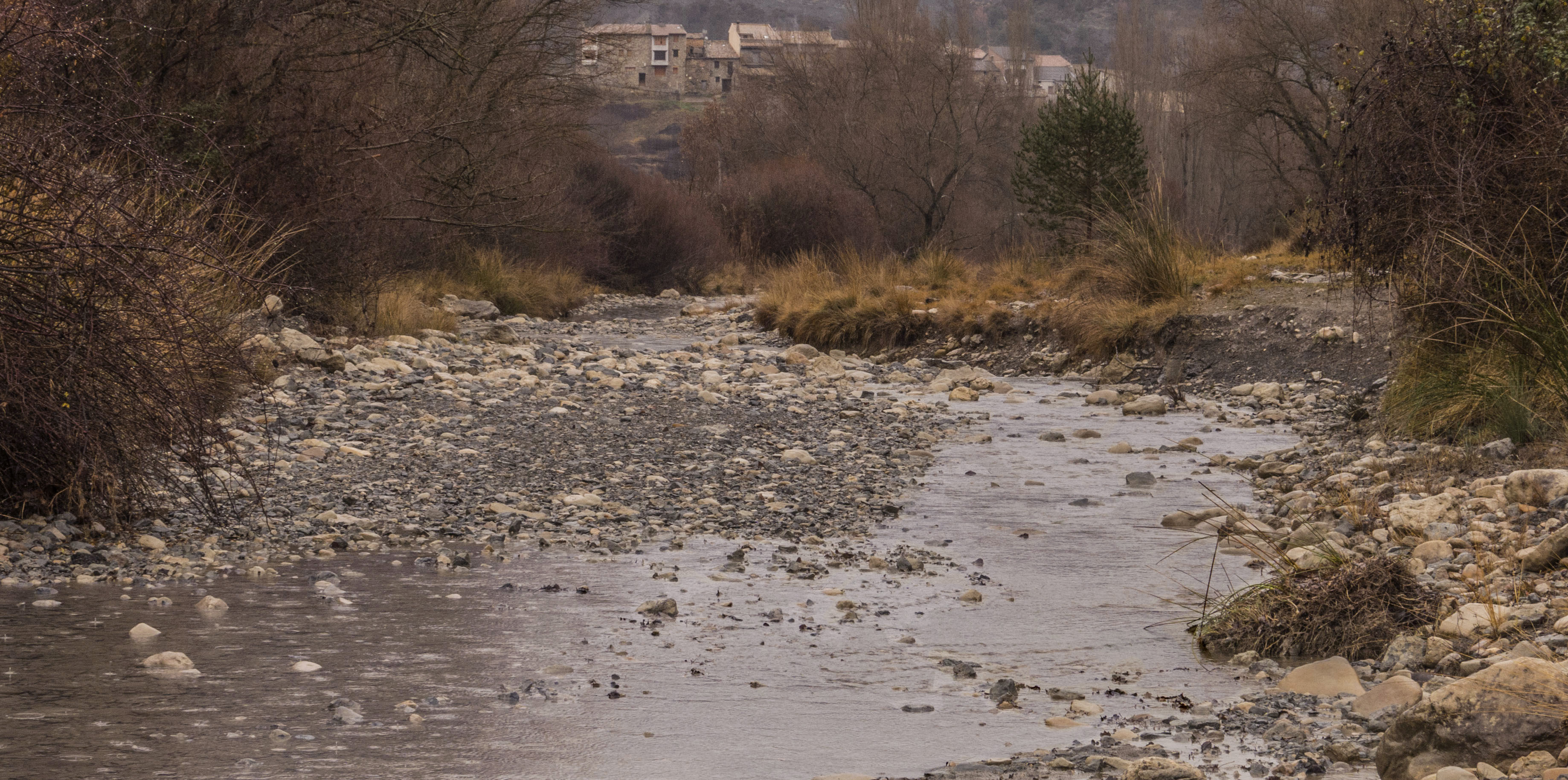
Barranco de Carrasquero antes de La Puebla de Roda